# Anton Coșa

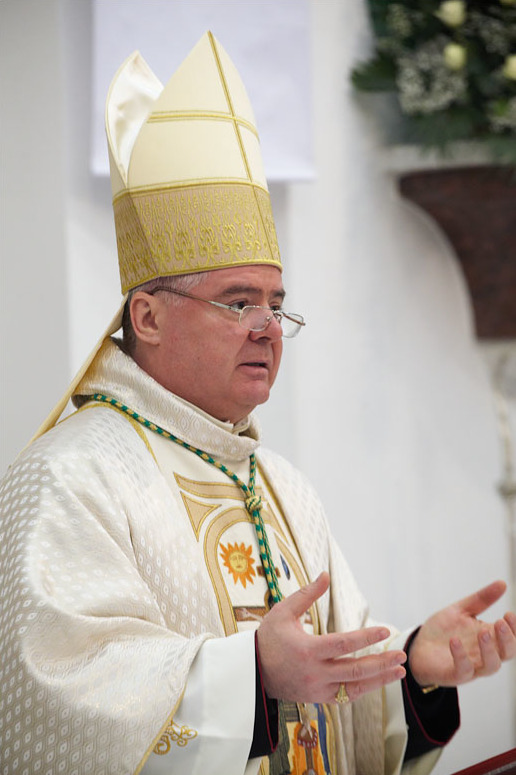
Anton Coșa (2012)

Bischofswappen von Anton Coşa

Anton Coșa (* 23. November 1961 in Faraoani) ist ein rumänischer Geistlicher und römisch-katholischer Bischof von Chișinău (Moldawien).

## Leben
Der Apostolische Administrator von Bukarest, Ioan Robu, spendete ihm am 25. Juni 1989 die Priesterweihe. 
Papst Johannes Paul II. ernannte ihn am 28. Oktober 1993 zum Apostolischen Administrator von Moldawien und am 30. Oktober 1999 zum Titularbischof von Pesto. Der Papst persönlich spendete ihm am 6. Januar des nächsten Jahres im Petersdom die Bischofsweihe; Mitkonsekratoren waren Giovanni Battista Re, Substitut des Staatssekretariates, und Marcello Zago OMI, Sekretär der Kongregation für die Evangelisierung der Völker. Als Wahlspruch wählte er Omnia in Christo. 
Mit der Erhebung zum Bistum am 27. Oktober 2001 wurde er zum Bischof von Chișinău ernannt.